# Blastophaga distinguenda
Blastophaga distinguenda är en stekelart som beskrevs av Grandi 1916. Blastophaga distinguenda ingår i släktet Blastophaga och familjen fikonsteklar. Inga underarter finns listade.